# Ivan Vagner
Ivan Viktorovič Vagner (in russo: Иван Викторович Вагнер; Severoonežsk, 10 luglio 1985) è un cosmonauta russo.
Nel 2020 ha partecipato alla missione di lunga durata Sojuz MS-16 (Expedition 63) sulla ISS. È tornato nello spazio l'11 settembre 2024 per la missione Sojuz MS-26 (Expedition 72), conclusa il 20 aprile 2025 dopo 220 giorni di missione.

## Biografia

### Istruzione e carriera di ingegnere
Da ottobre 2007 a maggio 2008 lavorò come ingegnere-progettista nell'azienda produttrice di motori a turbine JSC Klimov. Si laureò nello stesso anno presso l'Università tecnica statale del Baltico a San Pietroburgo e conseguì un Master in Scienze dei lanciatori, iniziando poi a lavorare come ingegnere nel principale gruppo di gestione operativa a RKK Ėnergija. Da febbraio 2009 fino alla sua selezione come cosmonauta lavorò come assistente capo del Segmento russo della Stazione spaziale internazionale (ISS).

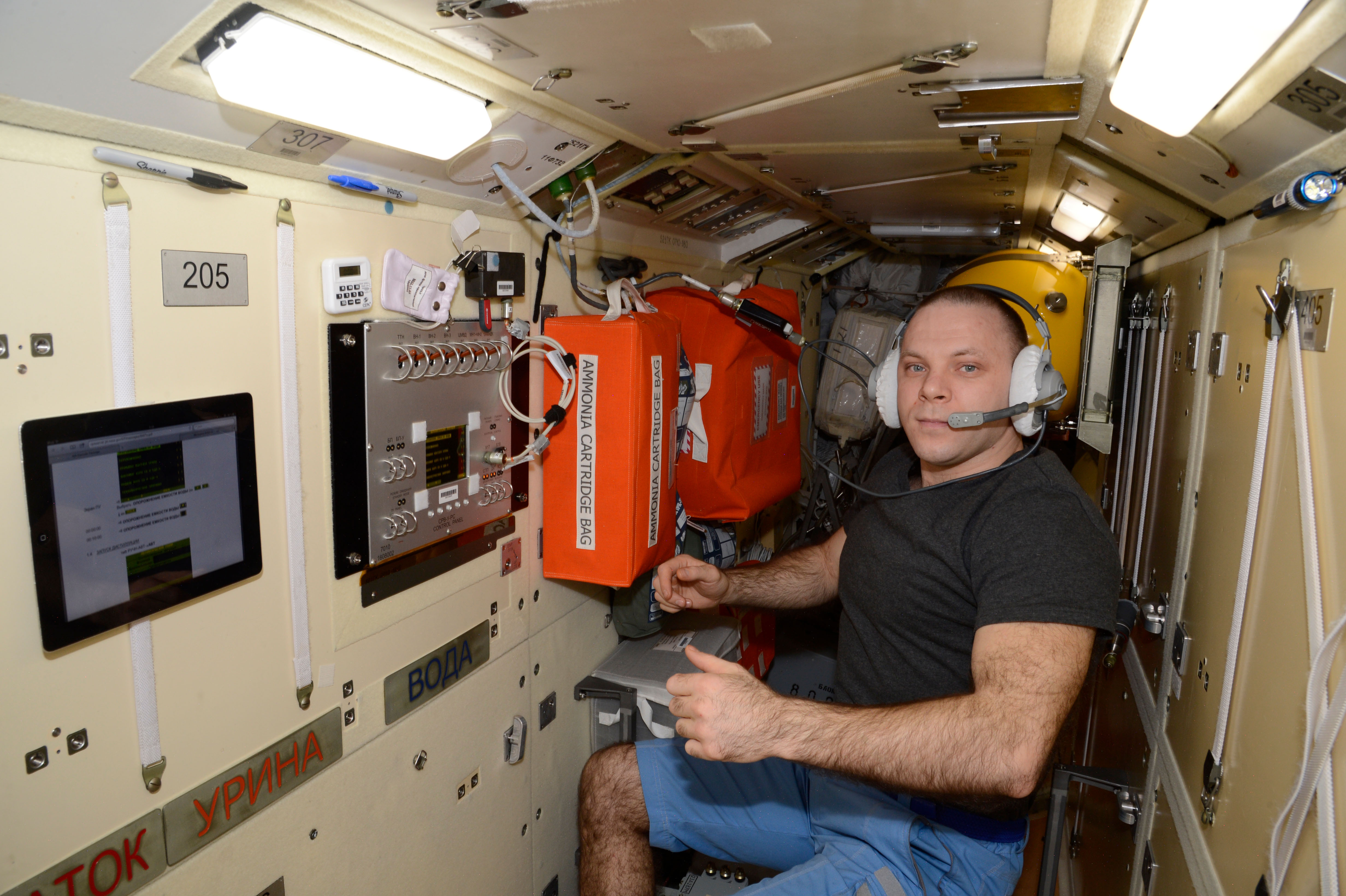
Vagner lavora nel modulo Zarja della Stazione spaziale internazionale

### Carriera come cosmonauta
Il 12 ottobre 2010 venne selezionato come candidato cosmonauta per il Gruppo 18 di RKK Ėnergija, iniziando l'addestramento generale dello spazio il mese successivo. Il 22 gennaio 2011, a seguito della creazione di un Corpo cosmonauti unificato di Roscosmos, si licenziò da RKK Ėnergija e iniziò a lavorare per Roscosmos. Durante i due anni di addestramento studiò le caratteristiche del volo astronautico e i sistemi della Sojuz, svolto esercitazioni di sopravvivenza, pilotato l'aereo L-39, sperimentato l'assenza di peso durante dieci voli parabolici sul IL-76 MDK, svolto tre attività extraveicolari simulate nell'Idrolab con la tuta Orlan MK, numerosi salti con il paracadute e altre lezioni teoriche e pratiche. Il 3 agosto 2012 diventò ufficialmente un cosmonauta con la qualifica di Cosmonauta collaudatore.
A febbraio 2016 insieme a Scott Tingle e ad un istruttore del GCTC partecipò all'addestramento di sopravvivenza invernale in vista della sua assegnazione all'equipaggio della Sojuz MS-06, poi confermata nel maggio del 2016 dalla NASA. A fine giugno 2016 partecipò anche all'esercitazione in acqua, ma a causa della decisione di Roscosmos di ridurre il numero dei propri cosmonauti sulla ISS, a settembre dello stesso anno venne rimosso dall'equipaggio di riserva della Sojuz MS-04 e da quello principale della MS-06. Nel marzo 2024 ricoprì il ruolo di comandante dell'equipaggio di riserva della Sojuz MS-25. 

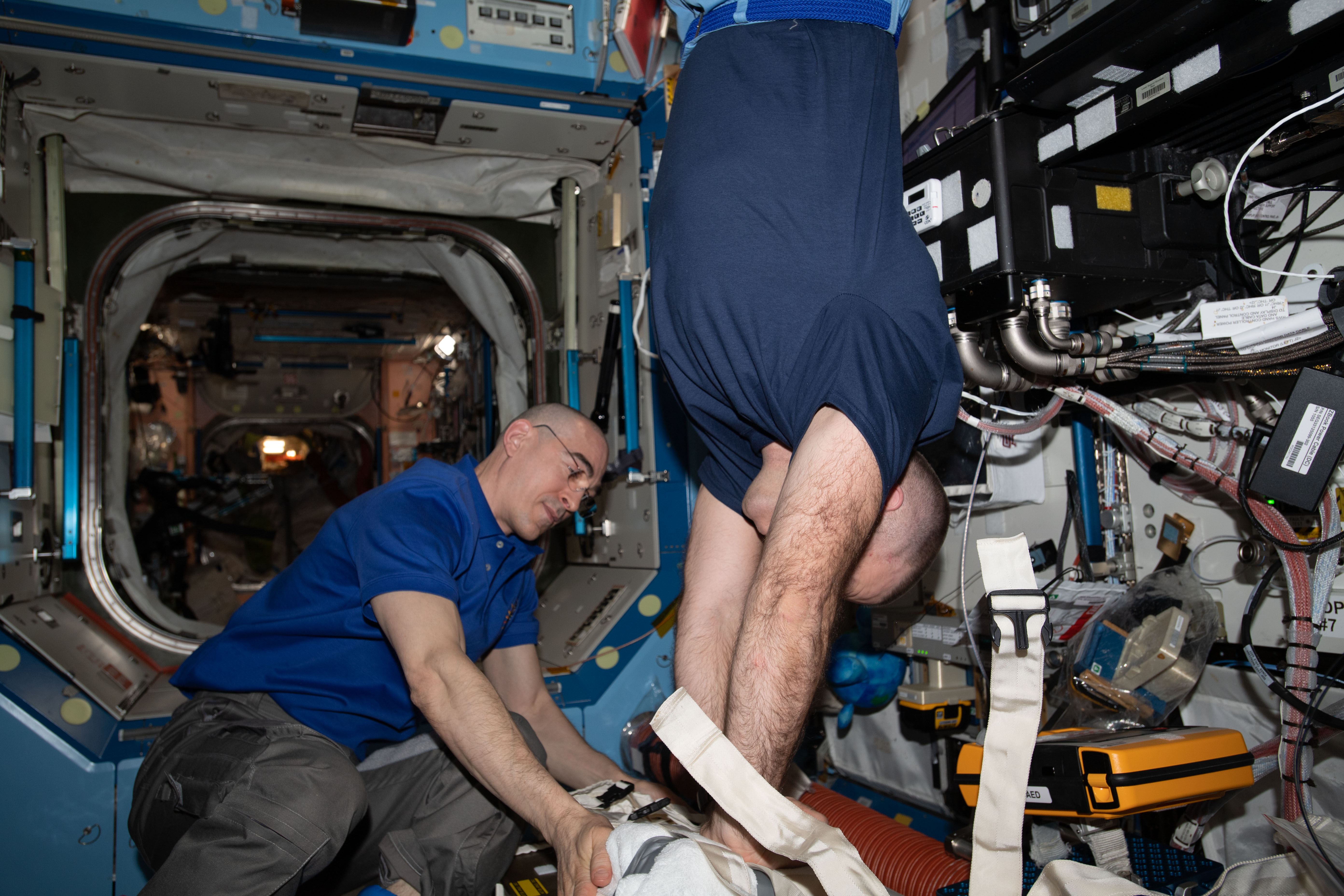
Vagner (in verticale) si esercita ad eseguire la rianimazione cardiopolmonare insieme a Anatolij Ivanišin nel modulo Destiny nel 2020

#### Sojuz MS-16 (Expedition 63)
A febbraio 2020 a causa dell'infortunio del comandante dell'equipaggio principale della Sojuz MS-16, Nikolaj Tichonov, sia Vagner che Anatolij Ivanišin vennero spostati dall'equipaggio di riserva a quello principale. Il 9 aprile 2020 partì per la sua prima missione, in qualità di ingegnere di volo, con un lanciatore Sojuz 2.1; fu il primo lancio di un veicolo con equipaggio su quel lanciatore. Ad accogliere Vagner e i suoi colleghi quando arrivarono sulla ISS sei ore dopo il lancio furono i tre membri dell'Expedition 62, a ranghi ridotti per il rinvio del lancio della missione Boe-CFT di Starliner che era previsto per gennaio 2020. Una settimana dopo l'equipaggio dell'Expedition 62 (Sojuz MS-15) lasciò la ISS per far ritorno sulla Terra, dando inizio all'Expedition 63. Il 31 maggio 2020 si trovava a bordo durante l'arrivo alla ISS del veicolo Crew Dragon Endeavour con a bordo gli astronauti NASA Douglas Hurley e Robert Behnken per la missione di collaudo SpaceX Demo-2; fu la prima missione con equipaggio statunitense dal volo Shuttle STS-135 del 2011. Durante la missione l'equipaggio dell'Expedition 63 dovette affrontare numerose emergenze: una contaminazione dell'aria della ISS con del benzene nell'aprile 2020, due correzioni non pianificate dell'orbita della ISS per evitare dei detriti spaziali (a luglio e a settembre 2020) e la perdita d'aria nel modulo Zvezda nell'agosto 2020. Vagner e Ivanišin passarono gran parte del loro tempo da agosto fino al loro ritorno sulla Terra avvenuto a ottobre a cercare di rilevare la posizione esatta del foro. Il foro si scoprì poi essere più simile a una crepa di circa 2-4 cm situata nel compartimento intermedio del modulo Zvezda; data l'impossibilità di riparare la crepa Roscosmos decise di non attraccare più i veicoli con equipaggio a Zvezda e di tenere il più possibile chiuso quel compartimento. Dopo 195 giorni di missione, il 22 ottobre 2020 fece ritorno sulla Terra.

#### Sojuz MS-26 (Expedition 72)
L'11 settembre 2024 tornò nello spazio per la missione Sojuz MS-26 (Expedition 72) a bordo della ISS.